# Gemini 12
Gemini 12 – dziesiąty, a zarazem ostatni, załogowy lot kosmiczny w ramach programu Gemini. Ze względu na problemy, które wystąpiły w kilku poprzednich misjach, skoncentrowano się na EVA. Astronauci obserwowali zaćmienie Słońca nad południową Afryką. Była to jedyna misja, podczas której odbyły się aż trzy wyjścia w otwartą przestrzeń kosmiczną. Składała się z dwóch części, załogowego statku Gemini i bezzałogowego Gemini Target, który został wystrzelony 1,5 h później. 

## Załoga

### Załoga podstawowa
- Jim Lovell (2) – dowódca
- Edwin Aldrin (1) – pilot

### Załoga rezerwowa
- Gordon Cooper (3) – dowódca
- Eugene Cernan (2) – pilot

### CapCom
- Stuart Roosa (przylądek Canaveral)
- Charles Conrad (Houston)
- William Anders (Houston)

## Dokowanie
- dokowanie: 12 listopada 1966 – 01:06:00 UTC
- separacja: 13 listopada 1966 – 20:18:00 UTC

## Spacery kosmiczne
Po zakończeniu wcześniejszych misji Gemini, NASA w dalszym ciągu nie posiadała dopracowanej techniki wykonywania spacerów kosmicznych. W celu udoskonalenia procedur dotyczących pracy poza statkiem kosmicznym, Buzz Aldrin został poddany treningowi symulującemu spacer kosmiczny. W skafandrze został umieszczony w basenie, gdzie mógł pływać niczym w stanie nieważkości. Gemini 12 został wyposażony w zewnętrzne barierki i uchwyty, które pomogły pozostać astronaucie w żądanym miejscu.
- Aldrin – EVA 1 – (stand up)
  - początek: 12 listopada 1966, 16:15:00 UTC
  - koniec: 12 listopada 1966, 18:44:00 UTC
  - czas trwania: 2 godziny 29 minut
- Aldrin – EVA 2
  - początek: 13 listopada 1966, 15:34:00 UTC
  - koniec: 13 listopada 1966, 17:40:00 UTC
  - czas trwania: 2 godziny 6 minut
- Aldrin – EVA 3 (stand up)
  - początek: 14 listopada 1966, 14:52:00 UTC
  - koniec: 14 listopada 1966, 15:47:00 UTC
  - czas trwania: 55 minut

## Cele misji
Celem ostatniej misji programu Gemini było udowodnienie, iż astronauci mogą łatwo i efektywnie pracować poza pokładem statku. W tym celu na zewnątrz kapsuły zostały dodane nowe ulepszone zaczepy oraz wprowadzono trening w środowisku podwodnym, które miało symulować warunki nieważkości. Trening ten jest wykorzystywany do dziś. Ponad dwugodzinny spacer kosmiczny Aldrina, podczas którego fotografował gwiazdy, zdemontował zamontowany na zewnątrz statku element służący do badania  mikrometeorytów i wykonywał inne czynności, ostatecznie udowodnił wykonalność spacerów kosmicznych. Dwa kolejne EVA poszły łatwo, jak również zbliżenie i dokowanie do pojazdu-celu GATV 12 (które z powodu awarii radaru zbliżeniowego musiało zostać przeprowadzone częściowo ręcznie). Podniesienie orbity nie powiodło się z powodu awarii silników pojazdu-celu.

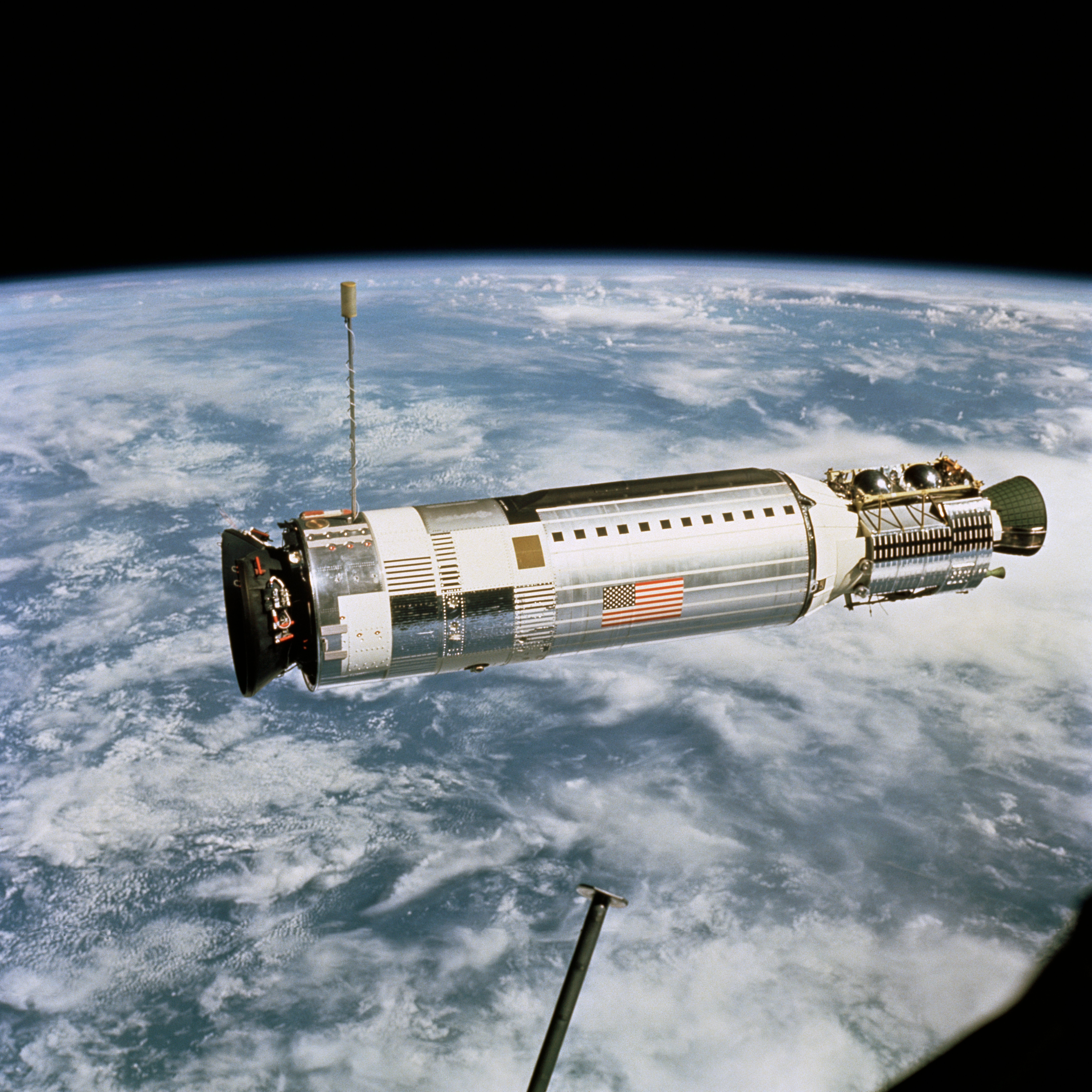
Agena Target Vehicle

## Start
Lot Gemini 12 rozpoczął się 11 listopada 1966 roku o godzinie 20:46:33 UTC. Półtorej godziny wcześniej, o 19:07:58,588 UTC), wystartował bezzałogowy moduł Gemini Agena Test Vehicle (GATV 5001), stanowiący cel dokowania dla statku załogowego.

## Przebieg misji
Astronauci wykonali 59 okrążeń Ziemi w ciągu ponad 94 godzin. Perygeum orbity znajdowało się na wysokości 161 km (po zmianie orbity 296 km), apogeum 281 km (po zmianie orbity 296 km). 
Po czterech godzinach od startu Lovell i Aldrin połączyli się z GATV. Po kilku godzinach uruchomili jej silnik, przenosząc się na wyższą orbitę. Użyto do tego zapasowego systemu napędowego GATV, gdyż w trakcie startu odnotowano chwilowy, ale znaczny (30 psi) skok ciśnienia w głównej komorze spalania. 

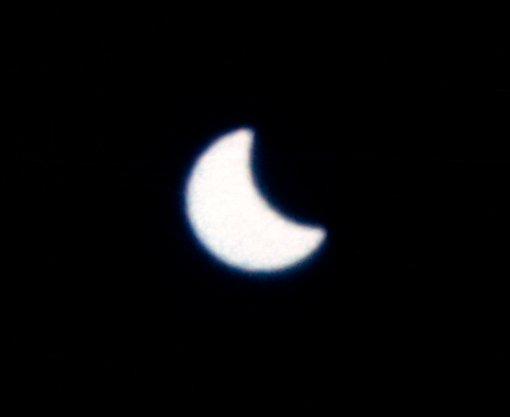
Zaćmienie Słońce obserwowane z pokładu Gemini XII

Następnie wykonano dwa manewry silnikami GATV, aby móc obserwować 12 listopada ok. godz. 13:20 UTC  całkowite zaćmienie Słońca nad Ameryką Południową.
Pierwszy dzień misji zakończyła EVA, podczas której Aldrin przez 2 godziny i 29 minut stał w otwartym włazie kapsuły. W czasie gdy statki znajdowały się na oświetlonej części orbity, astronauta zainstalował poręcz łączącą Gemini i Agenę, która miała mu ułatwić późniejsze prace w przestrzeni kosmicznej. Pozostawał połączony ze statkiem nylonową liną oraz łączami systemu podtrzymywania życia, komunikacyjnego i elektrycznego.
Drugiego dnia, posługując się silnikiem Ageny, astronauci obniżyli orbitę. Aldrin wykonał kolejny spacer kosmiczny, trwający 2 godziny i 6 minut. Tym razem wyszedł na zewnątrz kapsuły, ale cały czas pozostawał podłączony do systemów statku. Jednym z jego zadań było (podobnie jak podczas misji Gemini 11) połączenie statków Gemini i Agena liną, tak by mogły wirować wokół wspólnego środka masy. Następnie astronauta testował metody poruszania się w stanie nieważkości, sprawdzając, w jakim stopniu zainstalowana wcześniej poręcz oraz zaczepy na nogi ułatwiają mu ruch.
Kolejny spacer kosmiczny Aldrina nastąpił trzeciego dnia misji, jednak tym razem astronauta przez cały czas (55 minut) pozostawał w otwartym włazie kapsuły. Jego głównym zadaniem było robienie zdjęć oraz pozbycie się zbędnego wyposażenia, używanego podczas poprzednich wyjść w otwartą przestrzeń kosmiczną. W ciągu trzech spacerów Aldrin spędził poza statkiem w sumie 5,5 godziny, co oznaczało znaczny postęp w stosunku do wszystkich wcześniejszych misji.

## Wodowanie
Misja zakończyła się kontrolowanym przez komputer pokładowy, idealnym wejściem w atmosferę Ziemi, co stanowiło bardzo udane zakończenie programu. Gemini 12 wodował na Atlantyku 15 listopada 1966 roku o godzinie 19:21:04 UTC w odległości 4,8 km od zaplanowanego miejsca.

## Podsumowanie
Doświadczenia zebrane w czasie dotychczasowych lotów pozwoliły na przygotowanie misji w sposób wyjątkowo staranny. Działalność astronauty na zewnątrz pojazdu zakończyła się pełnym sukcesem. Aldrin dysponował dużymi ułatwieniami. Korzystał z licznych zaczepów, uchwytów i stopni zamontowanych na zewnątrz pojazdu. Niezależnie od tego wykonywał wszystko czynności bardzo wolno. Dzięki temu nie odczuwał zmęczenia. Połączenie pojazdów wykonał bez żadnych trudności.

## Insygnia misji
Kolory loga misji są nawiązaniem do daty misji, która odbyła się w okresie Halloween. Rzymskie cyfry XII są umieszczone w miejscu, w którym znajdowałyby się na tarczy zegara – to symbol tego, iż misja Gemini 12 była ostatnią misją w programie. Żółty łuk po lewej symbolizuje Księżyc – cel programu Apollo, następcy Gemini.

## Lokalizacja statku
Po siedmiu latach spędzonych w muzeum transportu i technologii w Auckland w Nowej Zelandii, kapsuła powróciła do Stanów Zjednoczonych. Aktualnie jest na wystawie w Adler Planetarium w Chicago.